# Commitment Issues
Commitment Issues è un singolo del rapper britannico Central Cee, pubblicato l'11 febbraio 2021 come quarto estratto dal mixtape di debutto Wild West.

## Descrizione
Prodotta da Mokuba Lives, la strumentale è stata scritta in chiave fa minore, e i battiti per minuto sono pari a 110. Il singolo è uno «speciale per San Valentino»: il testo parla di questioni di cuore e di come, nonostante una relazione sia complessa, ci sia la necessità di portarsi rispetto reciproco.

## Video musicale
Il videoclip è stato pubblicato sul canale YouTube GRM Daily in concomitanza con l'uscita del brano. Diretto da Teeeezy C, nel video il rapper ha una relazione con una ragazza, interpretata dalla modella Kenza Boutrif.

## Tracce
Download digitale
Testi di Oakley Caesar-Su.
1. Commitment Issues – 2:30 (musica: Mokuba Lives)
2. Pinging (6 Figures) – 2:45 (musica: Itchy)
3. Loading – 2:53 (musica: Hargo)

## Formazione
- Central Cee – voce, testo
- Mokuba Lives – produzione
- Jess Jackson – mastering, missaggio
- Ciel Eckard-Lee – assistenza al missaggio
- Chris Kandu – assistenza al missaggio

## Classifiche

### Classifiche settimanali
| Classifica (2021) | Posizione massima |
| ----------------- | ----------------- |
| Irlanda           | 24                |
| Regno Unito       | 9                 |

### Classifiche di fine anno
| Classifica (2021) | Posizione |
| ----------------- | --------- |
| Regno Unito       | 85        |